# Claude Bourdelin
Claude Bourdelin (* 1621 in Villefranche-sur-Saône; † 14. Oktober 1699 ebenda) war ein französischer Chemiker und Apotheker. 
Bourdelin ging in Paris in die Apothekerlehre und war dann im Dienst von Gaston de Bourbon, duc d’Orléans, dem jüngeren Bruder des Königs. Er war dort über 20 Jahre Assistenzapotheker des Herzogs und seines Hofes und Apotheker für die Ställe. Er hatte gute Beziehungen und wurde 1666 Gründungsmitglied der Academie des Sciences. Im Auftrag der Akademie errichtete er neben ihrem Versammlungsraum ein chemisches Labor, wo er 1667 mit chemischen Analysen begann, über die er genau Protokoll führte und dieses den Akademiemitgliedern zur Verfügung stellte, ebenso wie chemische Substanzen. Ab 1687 durfte er die Versuche in seinem eigenen Haus fortführen. Er analysierte Pflanzen, Tiere, Mineralien, Körperflüssigkeiten, meist unter Anwendung von Destillationen.
Er stand noch unter dem Einfluss der Iatrochemie und seine Ergebnisse waren nach Birembaut aus heutiger Sicht  von keinem großen Wert, sie zeigten aber einen rationalen Zugang zur Alchemie und die bei der Akademie erhaltenen Manuskripte seiner Protokolle zeigen den damaligen Kenntnisstand.
Er ist nicht mit dem Chemiker Louis-Claude Bourdelin (1696–1777), ebenfalls Chemiker an der Academie des Sciences, zu verwechseln.